# Pranzo di ferragosto
Pranzo di ferragosto è un film del 2008 scritto, diretto ed interpretato da Gianni Di Gregorio, all'esordio nella regia.
Presentato alla Mostra del cinema di Venezia, il film ha vinto il Premio Venezia Opera Prima "Luigi De Laurentiis". Di Gregorio è stato premiato come miglior regista esordiente dell'anno da entrambi i maggiori riconoscimenti cinematografici italiani, i David di Donatello e i Nastri d'argento.

## Trama
Gianni è un uomo di mezz'età che trascorre le sue giornate prevalentemente tra casa e osteria. È figlio unico di madre vedova, una nobildonna decaduta, capricciosa e un tantino opprimente di cui deve occuparsi. Madre e figlio vivono insieme in un appartamento di Trastevere e faticano a tirare avanti, essendo ricoperti di debiti. Il 14 agosto, nel bel mezzo dell'afa estiva, Alfonso, l'amministratore di condominio, si presenta alla loro porta per riscuotere quanto gli è dovuto, e finisce per proporre a Gianni l'estinzione di tutte le spese condominiali in cambio di un favore: ospitargli l'anziana madre, Marina, per la notte e il successivo giorno di Ferragosto in modo che lui possa partire per le terme per curare la sua dermatite. L'accordo non prevede però l'arrivo anche di una seconda signora, la zia di Alfonso, Maria, una simpatica anziana con qualche problema di memoria e molto esperta nel cucinare la pasta al forno, ma l'amministratore convince Gianni a ospitarla offrendogli del denaro.
Il protagonista è poi obbligato, suo malgrado, a offrire asilo a una terza "mamma sola": l'amico e medico di famiglia Marcello, giunto per fare a Gianni una visita di controllo in seguito a un malore, chiede di potergli affidare la madre in quanto, essendo assente per ferie la badante rumena e dovendo Marcello ricoprire il turno di notte in ospedale, l'anziana signora, Grazia (che non può mangiare diversi tipi di cibi e deve assumere una lunga serie di medicinali in momenti precisi), rimarrebbe sola troppo a lungo.
Da qui inizia una serie di simpatiche avventure in cui Gianni si trova coinvolto per via dei diversi caratteri e personalità delle anziane, fino a quando pranzano tutti insieme in allegria il successivo giorno di Ferragosto. Quando arriva il momento di andare via, però, le tre signore offrono una grossa somma per rimanere e Gianni non può che accettare.

## Cast
Ad eccezione di Alfonso Santagata e Gianni Di Gregorio il film è interamente recitato da attori non professionisti . Di Gregorio affronta la sua prima esperienza alla regia da solista attingendo dalla propria esperienza di uomo-figlio e regalando una svolta a un fatto realmente accaduto.

## Incassi
Il film ha totalizzato, complessivamente, 2143000 €.

## Riconoscimenti
- 2008 - Mostra internazionale d'arte cinematografica
  - Leone del futuro - Premio Venezia Opera Prima "Luigi De Laurentiis"
- 2009 - David di Donatello
  - Miglior regista esordiente
- 2009 - Nastro d'argento
  - Miglior regista esordiente
- 2009 - Ciak d'oro
  - Miglior opera prima[5]
  - Miglior sonoro in presa diretta a Filippo Porcari e Federica Ripani[5]
  - Miglior cast corale[5]